# Maria Nayler
Maria Nayler, född 26 mars 1972, är en brittisk sångare. I början av 1990-talet släppte hon bland annat ut singlarna "Kites" och "I Wish That". 1996 fick hon ett stort genombrott med låten "One and One" som skrevs av Robert Miles.